# Jacques Pauthe
Pour les articles homonymes, voir Pauthe.
Jacques Frédéric Antoine Pauthe est un peintre français né le 20 juin 1809 à Castres et mort le 14 septembre 1889 à Perpignan.

## Biographie
Élève de Léon Cogniet, Paul Delaroche et Thomas Couture, Jacques Pauthe fut sans doute en tout premier lieu élève de son père Antoine. Un registre de copistes des archives du musée du Louvre le mentionne comme peintre présenté par Charles Cicéri en 1847. D'abord, maître de pension à Capestang et Saint-Chinian (professeur de dessin), puis artiste en peinture murale religieuse, il a réalisé de nombreuses œuvres dans le Tarn,, l'Hérault,,, le Roussillon et dans d'autres édifices religieux (Issoudun, Richelieu, Orléans…). Il a d'abord copié des toiles de grands maîtres, groupes entiers ou personnages caractéristiques, puis a établi son style en s'inspirant principalement des maîtres de l'école française des XVIIe et XVIIIe siècles, de peintres allemands contemporains et de la nouvelle spiritualité de son époque.
Cet artiste se constitue un réseau de commandes dans le Midi et au niveau national. Il a approché de grands noms du clergé français, principalement grâce à Mgr Ramadié. Il acquiert, grâce à ces prélats, un nombre important de contrats. Ses relations épistolaires, le développement des moyens de transport et la cohésion de la majorité des membres du clergé permirent à Jacques Pauthe d'entretenir plusieurs foyers de commandes tout au long de sa vie (Castres, Béziers, Perpignan, Orléans…).

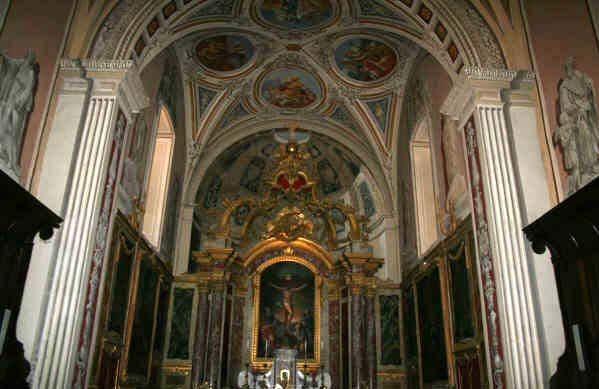
Décor de la collégiale Saint-Rémi de Lautrec (1852).

Il est un des plus prolifiques artistes religieux français du XIXe siècle : près de 50 monuments religieux ont été décorés de sa main, dont plus de la moitié subsistent. Mgr de La Tour d'Auvergne, évêque de Bourges, lui fit obtenir vers 1872 la croix de l'ordre de Saint-Sylvestre par le pape Pie IX pour services rendus à l'Église.

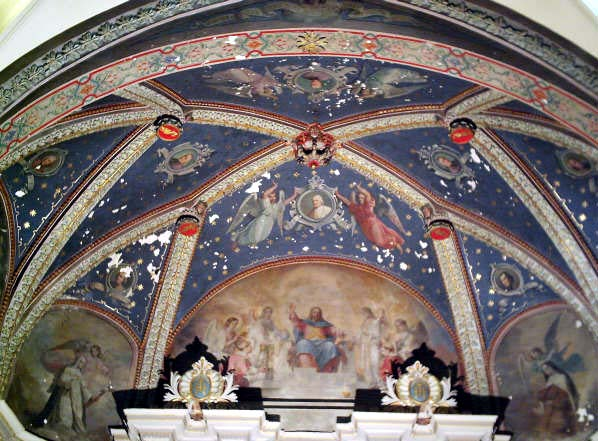
Voûte du chœur de l'église Saint-Étienne-et-Saint-Vincent d'Estagel.

Un nombre relativement important d'œuvres de Jacques Pauthe a aujourd'hui disparu,.
La peinture de Pauthe est aussi emblématique par son évolution et sa pérennisation tout au long du siècle ; en effet, on peut parler d'une famille d'artistes, car son père Antoine est attesté comme ancien peintre qui fut surtout professeur de dessin au collège de Revel et instituteur sur Azille dans l'Aude. Il aurait notamment collaboré avec son fils sur certains décors. Il fut probablement le premier maître de Jacques Pauthe et il lui conféra vraisemblablement les convictions et le goût pour se lancer dans la peinture religieuse.
Jacques Pauthe eut deux fils. Ils participèrent eux aussi à la tradition familiale du grand décor. Le fils aîné Henri Pauthe travailla avec son père pour quelques chantiers mais aucun de ses travaux personnels ne nous sont parvenus. Il aurait été apparemment actif sur Agde et Béziers.
Le dernier fils, Paul Pauthe (1850-1917), fut pour sa part peintre d'histoire ; il aida son père dans bon nombre de réalisations, de manière sporadique et limitée vers 1870, mais plus promptement à partir de 1875.

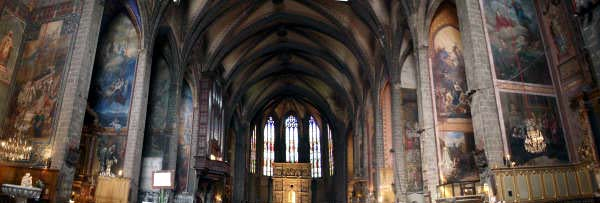
Peintures murales de la cathédrale Saint-Jean-Baptiste de Perpignan.

Les peintures murales de Pauthe dans la cathédrale Saint-Jean-Baptiste de Perpignan constituent un des plus grands ensembles iconographiques réalisé par un seul artiste (son fils le seconda néanmoins pour deux ou trois chapelles). Les décors ont été restaurés au début des années 2000.
Par son originalité et le grand nombre de ses œuvres, Jacques Pauthe est représentatif de l'art religieux provincial du XIXe siècle.

## Œuvres

### Décors religieux
- Aguts, église Saint-Pierre : vers 1850, décors disparus vers 1955.
- Azille, église Saint-Julien-et-Sainte-Basilisse : 1826-1836-1855-1870, décors en partie disparus.
- Banyuls-sur-Mer, église paroissiale : 1874, église détruite en 1968.
- Béziers :
  - église Saint-Jacques : vers 1862, décors disparus vers 1960 ;
  - église de la Madeleine : vers 1860.
- Bourges :
  - chapelle du Carmel : 1868 ;
  - chapelle de l'archevêché, 1869, décors disparus dans l'incendie de 1871.
- Castres :
  - chapelle de l'hospice Saint-Jacques : 1849-1850 ;
  - chapelle de l'hospice Saint-Joseph : 1853, chapelle disparue vers 1970 ;
  - chapelle des Jésuites : 1844 et 1871, détruite en 1957[16].
- Cazouls-les-Béziers, église st Saturnin, 1862, décors disparus.
- Choisy-le-Roi, cathédrale Saint-Louis-et-Saint-Nicolas : 1877-1878.
- Coursan, église Notre-Dame : 1886-1887.
- Estagel, église Saint-Vincent et Saint-Étienne, sanctuaire et ensuite chapelles latérales, mais le décor de ces dernières ont disparu : 1867 et 1868.
- Ganges, église st Pierre : 1864, décors en partie restaurés et d'autres détruits.
- Gien, église Saint-Louis : 1879, détruite par un bombardement.
- Gignac, église Saint-Pierre-aux-Liens, 1864, décors brûlés.
- Issoudun, basilique Notre-Dame du Sacré-Cœur : 1867-1869, décors en partie détruits notamment dans la chapelle absidiale de la Vierge.
- Lautrec, collégiale Saint-Rémy : 1852, décors restaurés.
- Lodève, cathédrale Saint-Fulcran : 1860.
- Mazamet, église Saint-Sauveur : 1863, décors disparus vers 1950.
- Montpellier :
  - église des carmes, ancienne église des Augustins, actuelle église des Dominicains : 1854, décors disparus ;
  - ancienne chapelle de l'École normale des institutrices, caserne Tastavin, EMSAM : 1857-1858.
- Narbonne :
  - basilique Saint-Paul-Serge : 1867-1870-1886.
  - cathédrale Saint-Just-et-Saint-Pasteur, chapelle Notre-Dame de la Salette : 1878.
- Navès, église Saint-Jean : vers 1855, décors restaurés.
- Orléans :
  - chapelle du petit séminaire Sainte-Croix, ancien couvent des Minimes : vers 1875, bombardé ;
  - chapelle du grand séminaire, actuel lycée Jeanne d'Arc : vers 1875, décors disparus ;
  - église Saint-Laurent ; vers 1882.
- Ornans, chapelle de l'ancien séminaire, actuel groupe scolaire : 1874, bâtiments détruits.
- Paris, chapelle de l’ancien séminaire Saint-Sulpice, actuel annexe du ministère des Finances : 1868.
- Perpignan :
  - cathédrale Saint-Jean-Baptiste : 1866-1874, décors restaurés ;
  - chapelle du Dévot Christ : 1865-1866, décors disparus vers 1950 ;
  - église Saint-Mathieu, chapelle des Saintes-Épines : 1870 ;
  - église Saint-Jacques : 1876-1877 ;
  - église du Sacré-Cœur-du-Vernet, actuel établissement scolaire Saint-Louis-de-Gonzague : 1883 ;
  - oratoire de Pierre Bardou.
- Peyregoux, église Saint-Pierre : 1884-1885, décors restaurés.
- Pézenas, église Sainte-Ursule : 1857, église effondrée en partie, décors disparus.
- Puylaurens, église Notre-Dame-du-Lac : 1881-1882, badigeonnée vers 1930.
- Richelieu, église Notre-Dame de l’Assomption, 1869.
- Saint-Amans-Soult, chapelle de l'hospice : vers 1860, trois toiles marouflées.
- Valence-d'Albigeois, chapelle de l'Institut Saint-Étienne : 1880-1881, décors restaurés.
- Vénès, église Saint-Jean-Baptiste : 1875, peintures du chœur en partie détruites vers 1960.
- Vielmur-sur-Agout, église Saint-Géminien : 1845-1846.
- Villeneuvette, ancienne chapelle privée Maistre, 1870-1871, restaurée, une peinture a disparu[17].

### Décors religieux attribués à Pauthe
- Anglès, église Notre-Dame de l'Assomption, vers 1850, décors disparus.
- Cambounes, église Saint-Martin de Fontbelle.
- Collioure, église Notre-Dame des Anges, vers 1874 ou 1878.
- Florensac, église Saint-Jean-Baptiste.
- Le Bez, église Notre-Dame de Guyor.
- Lodève, chapelle de l'hôpital, (décors disparus) 1857-1858.
- Montagnac, chapelle des pénitents vers 1860.
- Montpellier, église Sainte-Eulalie, vers 1860.
- Montredon-Labessonnié, église Saint-Jean, 1847, décors disparus en 1943.
- Orléans, église des carmélites, vers 1875, décors disparus.
- Saint-Gervais-sur-Mare, église Saint-Gervais-Saint-Protais.
- Siran, église Sainte-Baudille.
- Vias, église Saint-Jean-Baptiste, 1858.
- Viviers-les-Montagnes, église Saint-Martin, vers 1850, décors en grande partie disparus.

### Tableaux religieux
- Aguts, église st Pierre : vers 1855, non localisé.
- Albi, centre Saint-Amarand) : vers 1870.
- Béziers :
  - église Sainte-Madeleine : vers 1855 ;
  - cathédrale Saint-Nazaire-et-Saint-Celse : 1862-1863.
- Bourges, cathédrale Saint-Étienne : vers 1870.
- Castres, musée Goya : trois dessins à sujet religieux[18].
- Ferrières-en-Gâtinais, église abbatiale Saint-Pierre-Saint-Paul : 1877-1878.
- Fonlabour, église Notre-Dame : vers 1843-1846.
- Labruguière, église Saint-Thyrs : 1849.
- Lautrec, collégiale Saint-Rémi : 1852.
- Le Puech, église Saint-Michel : 1859.
- Narbonne, cathédrale Saint-Just-et-Saint-Pasteur : 1847.
- Réalmont, église Notre-Dame du Taur : 1845.
- Saint-Chinian, église paroissiale : 1840.
- Vielmur-sur-Agout, église paroissiale : vers 1845.

### Décors profanes
- Béziers :
  - Grand café Gazel, 1860 ;
  - Grand café du Balcon, 1861.
- Castres :
  - Café Gau, 1872 ;
  - Café Bonsirven, 1868 ;
  - musée Goya, salle du comice agricole, 1847-1848.
- Perpignan : Café de France, 1882.

- Localisation inconnue : projet de plafond de salle à manger dans une cage d'escalier, présenté à l'exposition de Montpellier en 1858.

### Tableaux et œuvres profanes
- Castres, musée Goya[19] :
  - Portrait de Jacques Gaches (copie), vers 1850 ;
  - Autre portrait de Jacques Gaches vers 1850 ;
  - Portrait de Pierre Borel (copie), vers 1850 [20];
  - Portrait de l'abbé Sabatier (copie), vers 1850[21] ;
  - Portrait de Mgr de Castries archevêque d'Albi (copie), vers 1850 ;
  - Portrait d'Anne Veaute (copie)[22] ;
  - Portrait de Paul Milhau (copie) ;
  - Portrait de Pierre de Galibern (copie)[23].
- Perpignan, secrétariat de l'évêché : Portrait de Mgr Caraguel évêque de Perpignan, 1880.
- Sète, musée Paul Valéry : Orphéon cettois, vers 1861, huile sur toile[24].

- Localisation inconnue :
  - Jean le Bon et le dauphin à la bataille de Poitiers, vers 1850[25] ;
  - La Prise de Castres en 1574, vers 1850[26] ;
  - Tobie guérissant son père[27] ;
  - Le Retour d'un fils dans sa famille[27] ;
  - Les Chrétiens dans les arènes[27] ;
  - Les Effets de la guerre civile[27] ;
  - La scène de famille[28]
  - Léonard de Vinci mourant dans les bras de François 1er[29];
  - copie de La paix ramenant l'abondance de Mme Vigée-Lebrun[29] ;
  - copie de la courtisane de Xavier Sigalon[29] ;
  - copie de les femmes souliotes d'Ary Scheffer[29];
  - copie de les romains de la décadence de Thomas Couture[29] ;
  - copie de la mort d'Elisabeth, reine d'Angleterre de Paul Delaroche[29] ;
  - dessin "l'entrée du roi de Navarre à Castres le 14 mars 1585"[29] ;
  - dessin "Mgr de Barral, évêque de Castres (1752-1773), enseignant la culture de la pomme de terre aux paysans de la montagne noire" ; dessin qui devait servir de carton pour la salle du comice agricole de Castres[29];
  - dessin de la couverture du recueil de Chants maçonniques du frère Edouard Bruguière[30] de l'Harmonie Universelle de Castres, 1848-1849[31] ;
  - dessin de la couverture du chant lithographié Donnez ! Donnez ! d'A. Combes et d'E. Bruguière pour l'incendie des Salvages du 6 décembre 1847, 1847 et réédition vers 1860[32].

## Expositions
Jacques Pauthe a participé à plusieurs expositions : à Bordeaux en 1847 (mention honorable pour un tableau d'histoire) et en 1850 (La Scène de famille, rappel de mention), à Toulouse en 1850 avec un tableau ayant pour sujet Léonard de Vinci mourant dans les bras de François Ier ; dans la même ville en 1865 avec une grande toile intitulée Massacres de Syrie ; à Montpellier en 1858, avec deux œuvres, Épisodes de la guerre civile et plafond de salle à manger (dans une cage d'escalier). De celles-ci, il a remporté une médaille d'argent (catégorie histoire) à Toulouse en 1850 et une médaille de bronze (catégorie histoire) à Montpellier en 1858.